# Rhimphoctona pectoralis
Rhimphoctona pectoralis là một loài tò vò trong họ Ichneumonidae.